# 다카노 조에이
타카노 초에이 (高野長英, たかの ちょうえい, 1804년 6월 12일-1850년 12월 3일) 에도 시대 후기의 의사, 난학자이다. 통칭은 悦三郎, 휘는 유즈루(譲), 호는 즈이코(瑞皐). 친아버지는 後藤実慶, 양아버지는 숙부인 高野玄斎이다. 에도 막부의 이국선 타격령을 비판하고 개국을 주장했으나 탄압당하여 죽었다. 1898년에 정4위가 추증되었다.

## 생애

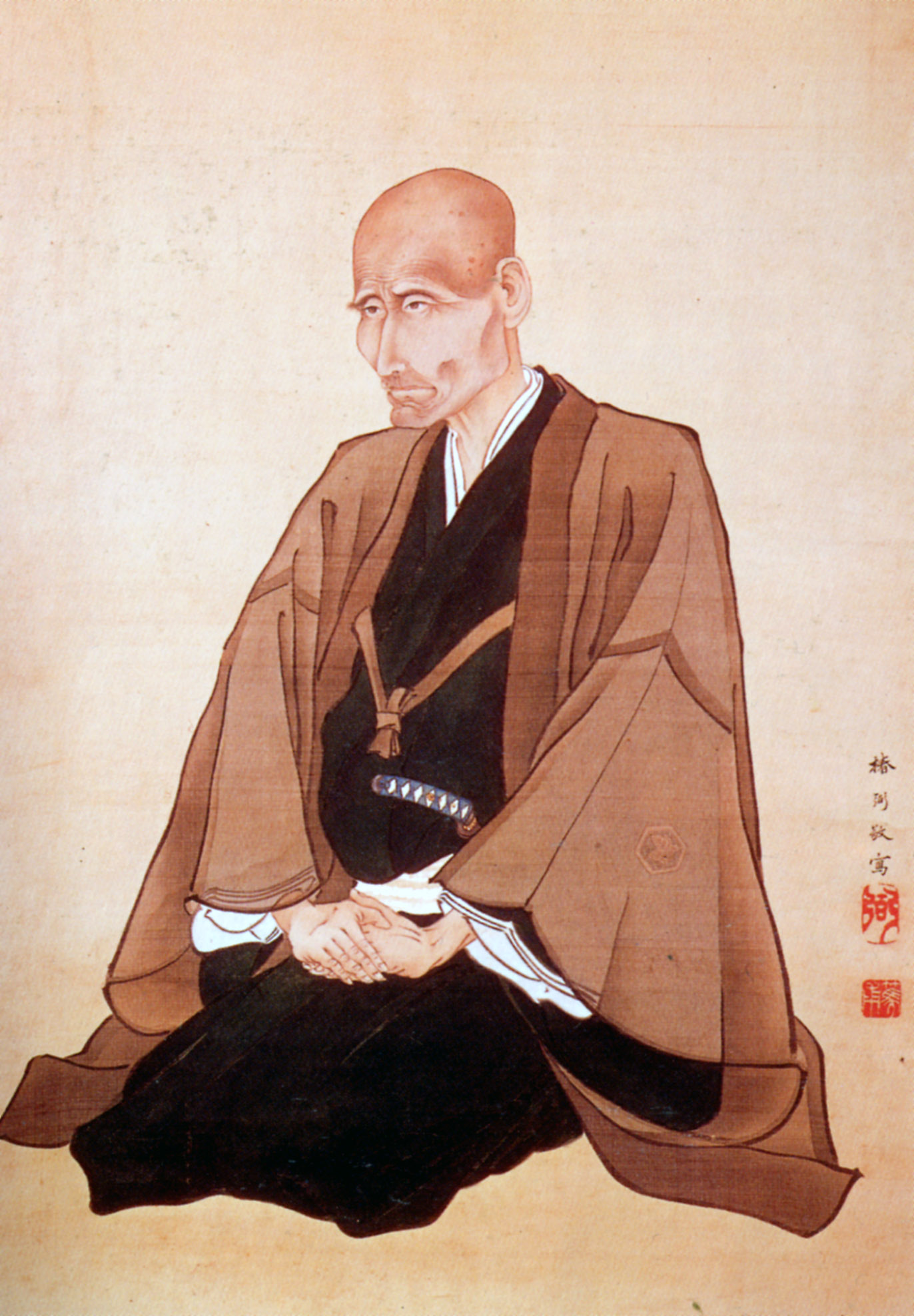
타카노 초에이 상. 椿椿山의 그림.

무쓰국 센다이번 미즈사와가의 가신인 後藤実慶의 셋째 아들로 태어났다. 양부는 에도에서 스기타 겐파쿠에게 난학 의술을 배운 터라 집에 난학서가 많아서 초에이는 어릴때부터 새로운 학문에 관심이 많았다. 1820년 杉田伯元와 吉田長淑에게 배웠고 스승에게 인정을 받아 스승의 이름 한글자를 따서 이름을 초에이(長英)로 바꾸었다.
1820년 아버지의 반대에도 불구하고 나가사키시로 유학가서 지볼트의 나루타키주쿠鳴滝塾에 입학해 의학, 난학을 배워 숙두(우두머리 학생)가 되었다. 1828년 지볼트 사건이 일어나 二宮敬作나 高良斎 등의 주요 제자들이 체포되었지만 초에이는 영리하게 도망쳤다. 이후 분고국 히타에서 広瀬淡窓의 제자가 되었다. 그러던 중 양아버지가 사망하여 고향에서는 귀향하라 하였지만 초에이는 이를 거부하여 집안의 뒤를 잇지 않았고 동시에 무사 신분도 잃었다.
1830년 에도로 돌아와 麹町에 난학숙을 열었다. 그 즈음 미카와국 다하라번의 와타나베 카잔을 알게되어 다하라번의 고용 난학자가 되었다. 그는 처음으로 피타고라스, 갈릴레오 갈릴레이, 존 로크, 볼프 등을 요약, 번역한 학자가 되었다.
1832년 기슈번의 유학자 遠藤勝助가 책임지던 덴포 대기근 대책위원회인 尚歯会에 들어가 카잔, 藤田東湖 등과 함께 중심인물로 활동했고 이 시기에 초에이는 구황이물고『救荒二物考』를 썼다.
나루타키주쿠의 술자리에서 네덜란드어 외의 말을 입밖으로 내면 벌금을 내는 놀이를 한 적이 있다. 여러 사람들이 술김에 일본어를 말하고 벌금을 내곤 했지만 초에이만큼은 실수하지 않았다. 그걸 보고 얄밉게 생각한 동료 伊東玄朴가 초에이를 계단에서 갑자기 밀어 떨어진 적이 있었는데 그때도 초에이는 GEVAARLIJK!(위험해!)라고 외쳤다는 일화가 있다. 초에이는 자기 능력에 자만했던 면이 있어서 주변 동료들의 평판도 썩 좋진 않았지만, 당시 난학자들 사이에서는 최고의 실력자임을 인정받고 있었다.
1837년 이국선 타격령에 따라 미국 상선을 공격한 모리슨 호 사건이 일어났다. 1838년 이를 알게 된 초에이는 쓸모없는 짓을 그만하라는 의견을 담아 카잔 등과 함께 막부를 비판했다. 초에이는 그런 의견을 담은 무술년 꿈 이야기『戊戌夢物語』를 써서 주변인들끼리 돌려보기도 했다. 하지만 이 책은 초에이가 생각한 것보다 훨씬 다양한 학자들이 돌려보았다.
1839년 만사의 옥이 일어나 초에이는 막부를 비판했다는 혐의로 체포되었다. 그는 종신형을 받고 伝馬町牢屋敷에 수감되었다. 그는 제소자의 의료에 힘쓰고 열악한 수감환경 개선을 호소했다. 이런 행동으로 그는 제소자들과 친분을 쌓고 그들의 우두머리가 되었다. 옥중일기인 『わすれがたみ』를 남겼다.
1844년 감옥의 화재를 틈타 탈옥했다. 이 화재는 초에이가 감옥에서 일하던 이를 부추겨 방화시켰다는 설이 유력하다. 탈옥시 사흘내에 돌아오면 사면하지만 아니면 사형이라는 경고를 건네들었지만 초에이는 무시했다. 탈옥후의 경로는 알려져있지 않으며 당시 그는 지명수배전단까지 돌던 상황이라 질산으로 얼굴을 태워 인상까지 바꾸면서 도망쳤다. 그는 大間木까지 가서 高野隆仙에게 몸을 맡겼다. 당시 숨어있던 집은 지금 문화재로 공개되어있다. 이후 잠시 에도에 와서 鈴木春山의 도움을 받아 군사서적을 번역하기도 했지만 鈴木春山가 급사하는 바람에 이요국 우와지마번주인 다테 무네나리의 비호 아래 계속 군사서적을 번역했다. 이 결과물은 포가필독 砲家必読 11 권으로 남아있다. 당시 그가 쌓은 포대인 久良砲台는 최고의 기술이 결집된 결과물이라는 평가를 받았다. 이런 생활을 계속하며 그는 에도로 돌아와 「沢三伯」라는 가명으로 마을 의사 개업을 했다. 의사로 지내면 사람들을 자주 접하게 되므로 그는 그전처럼 질산을 이용해 얼굴 인상을 종종 바꾸었다.

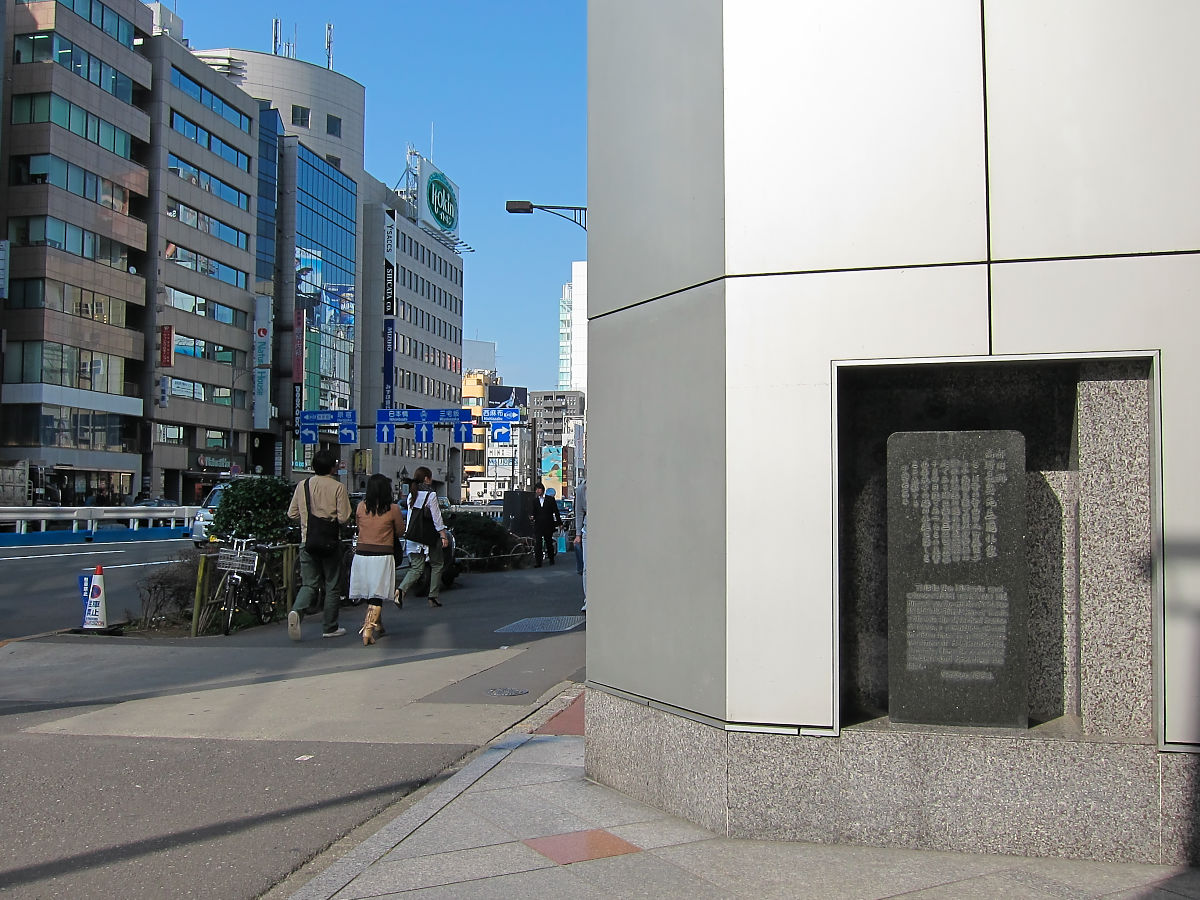
타카노 초에이의 은신처 표식, 미나미 아오야마

1850년 아오야마 햐쿠닌초에 숨어있던 것이 밀고되어 정봉행소 관원들에게 체포되었다. 체포과정에서 심한 구타를 당해 이미 빈사상태였고 어쩔수없이 가마로 호송하던 도중 자살했다.
가쓰 가이슈는 "타카노 초에이는 박학한 사무라이다. 그가 자살하기 한달쯤 전 横谷宗與에서 모임이 있었는데 그는 한밤중에 찾아와 함께 시사를 담론했다. 돌아갈 때가 되자 지금 숨어지내는 몸이라 뭐 하나 드릴 것이 없고 단지 의지만을 드릴 뿐이라며 자신이 필사한 오규 소라이의 『軍法不審』을 주었다."고 회고했다.

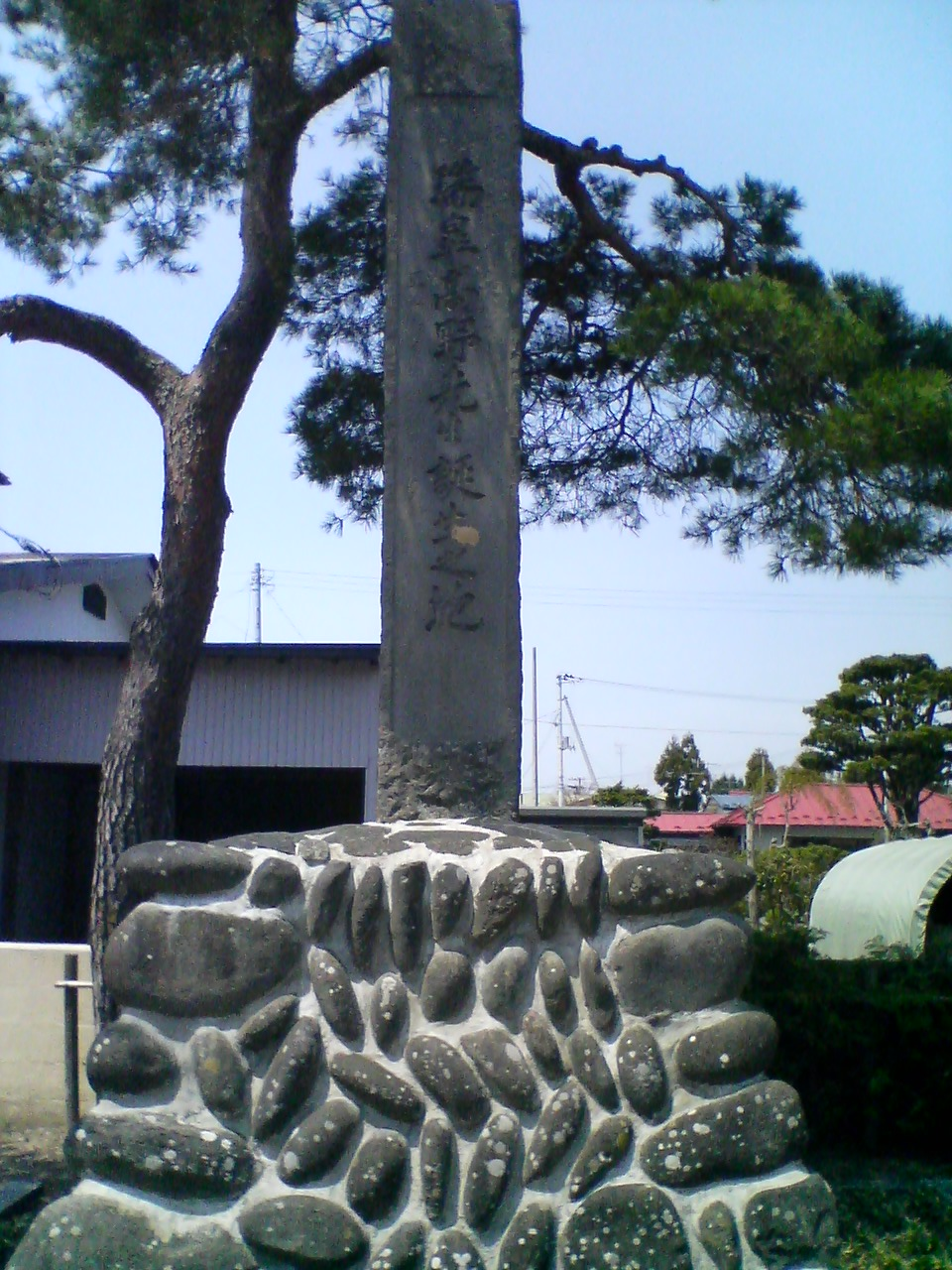
타카노 초에이 출생지 비석 (이와테현 오슈시 미즈)

이와테현 오슈시 미즈에는 고토 신페이, 사이토 마코토와 함께 초에이가 존경받고 있으며 초등학교 때부터 가르치고 있다. 2004년엔 초에이 탄생 200주년 행사가 다수 있었다.

## 관련서
저서
- 전집 『高野長英全集　（全6巻）』　第一書房、1978年 - 1982年
  - 順に「医書1」「医書2」「兵書」「雑書」「砲家必読」「蘭文」
- 카잔, 초에이 논집 『華山・長英論集』　佐藤昌介校訂、岩波文庫、1978年
  - 『日本の名著25．高野長英ほか』　佐藤昌介責任編集、中央公論社、現代語訳。

전기
- 鶴見俊輔　『評伝高野長英』　藤原書店、2007年、旧版を改訂。
  - 元版『高野長英』　朝日選書。のち『鶴見俊輔集 続3』　筑摩書房、2002年に収録
- 佐藤昌介　『高野長英』　岩波新書、1997年
- 高野長運　『高野長英伝』　岩波書店、再増訂版1972年、元版は戦前刊

## 참고 문헌
- 田中弘之　『「蛮社の獄」のすべて』（吉川弘文館、2011年）

## 같이 보기
- 만사의 옥
- 난학
- 세이요시 우와지마시
- 고토 신페이
- 스파이럴 (건축물)